# Островок (Ленінградська область)
Островок (рос. Островок) — присілок у Тихвінському районі Ленінградської області Російської Федерації.
Населення становить 5 осіб. Належить до муніципального утворення Горське сільське поселення.

## Історія
Населений пункт розташований на історичній Новгородській землі, знищеній Московським царством у 15 столітті.
Згідно із законом від 1 вересня 2004 року № 52-оз належить до муніципального утворення Горське сільське поселення.

## Населення
| 1879 | 1910 | 1928 | 1958 | 1997 | 2002 | 2007 |
| ---- | ---- | ---- | ---- | ---- | ---- | ---- |
| 153  | ↗223 | ↘213 | ↘76  | ↘3   | ↗6   | ↗18  |
| 2010 |      |      |      |      |      |      |
| ↘5   |      |      |      |      |      |      |